# فهرست فیلم‌های ترسناک ۱۹۹۸
این فهرستی از فیلم‌های ترسناک است که در سال ۱۹۹۸ منتشر شده‌اند.

## فهرست
| عنوان                                          | کارگردان                                  | بازیگران                                                                      | کشور                  | یادداشت                                                                               |  |
| ---------------------------------------------- | ----------------------------------------- | ----------------------------------------------------------------------------- | --------------------- | ------------------------------------------------------------------------------------- |  |
| ۳۰۳ ترس از انتقام ایمان                        | سامچینگ سریساپاپ                          | تایا راجرز، آناندا اورینگهام، آرتیت ریو                                       | تایلند                | [ ۱ ]                                                                                 |  |
| شاگرد توانا                                    | برایان سینگر                              | ایان مک‌کلن، برد رنفرو، بروس دیویسن                                            | ایالات متحده          | بر اساس رمانی از ۱۹۸۲ استیون کینگ                                                     |  |
| تیغه                                           | استیون نورینگتون                          | وسلی اسنایپس، استیون درف، کریس کریستوفرسون                                    | ایالات متحده          | بر اساس مجموعه‌های کمیک مارول دهه ۱۹۷۰                                                 |  |
| عروس چاکی                                      | رانی یو                                   | جنیفر تیلی، کاترین هایگل، نیک استابیل، جان ریتر، الکسیس آرکت                  | ایالات متحده          | چهارمین ورودی از مجموعه فیلم بازی کودک                                                |  |
| کارناوال ارواح                                 | آدام گروسمن، ایان کسنر                    | لری میلر، شاونی اسمیت، بابی فیلیپس                                            | ایالات متحده          | تولید شده توسط وس کریون بازسازی فیلم کلاسیک ۱۹۶۲                                      |  |
| کودکان ذرت ۵: زمین‌های وحشت                     | اتان وایلی                                | استیسی گالینا، آلکسیس آرکت، اوا مندس، احمد زاپا                               | ایالات متحده          | فیلم ویدئویی بر اساس داستانی از استیون کینگ                                           |  |
| دلقک در نیمه شب                                | ژان پلرین                                 | کریستوفر پلامر، مارگو کیدر، ملیسا گالیانوس                                    | کانادا                | [ ۸ ]                                                                                 |  |
| Club Vampire                                   | اندی روبن                                 | جان ساویج، ستاره آندریف، مریم پریس                                            | ایالات متحده          | [ ۹ ]                                                                                 |  |
| نفرین استاد عروسک                              | دیوید دکوتو (ویکتوریا اسلون نامیده می‌شود) | جورج پک، امیلی هریسون، مارک نیوبرگر                                           | ایالات متحده          | تولید شده توسط چارلز بند                                                              |  |
| دیپ رایزینگ                                    | استیون سامرز                              | تریت ویلیامز، فامکه یانسن، آنتونی هیلد                                        | ایالات متحده          | [ ۱۱ ]                                                                                |  |
| دندانپزشک ۲                                    | برایان یوزنا                              | کوربین برنسن، جیلیان مک ویرتر، لیندا هافمن، کلینت هاوارد                      | ایالات متحده          | نوشته شده توسط چارلز باند دنبالهٔ The Dentist (1996)                                   |  |
| Die Hard Dracula                               | پیتر هوراک                                | بروس گلوور، دنی ساچن، کری داستین                                              | ایالات متحده          | کمدی کم هزینه                                                                         |  |
| خانه رؤیایی                                    | گریم کمپبل                                | تیموتی بوسفیلد، لیزا جاکوب، برنان الیوت، کامرون گراهام                        | ایالات متحده          | تله‌فیلم                                                                               |  |
| کادر آموزشی                                    | رابرت رودریگز                             | کلیا دووال، جاش هارتنت، الایجا وود، فامکه یانسن، جان استوارت، پایپر لوری      | ایالات متحده          | [ ۱۵ ]                                                                                |  |
| Fantom Kiler                                   | رومن نوویکی                               | الیزا بورکا، آندری یاس، ماگدا شیمبورسکا                                       | لهستان                |                                                                                       |  |
| Frankenstein Reborn!                           | دیوید دکوتو                               | جیسون سیمونز، رکسانا پاپا، هاون پاسکال، اوآنا استفانسکو                       | ایالات متحده، Romania | محصول کشور رومانی توسط شرکت فول مون پیکچرز                                            |  |
| هالووین اچ۲۰: ۲۰ سال بعد                       | استیو مینر                                | جیمی لی کرتیس، آدام آرکین، جاش هارتنت، جانت لی، ال ال کول جی، میشل ویلیامز    | ایالات متحده          | هفتمین فیلم از مجموعه هالووین                                                         |  |
| هنوز یادم است تابستان پیش چه کردی              | دنی کنن                                   | جنیفر لاو هیویت، فردی پرینز، برندی نروود، بیل کابز                            | ایالات متحده          | دنبالهٔ I Know What You Did Last Summer (1997)                                         |  |
| من منتظر تو بودم                               | کریستوفر لیچ                              | سارا چالک، مارکی پوست، سلی مون فرای، کریستین کمبل                             | ایالات متحده          | تله‌فیلم بر اساس رمانی از 1997 Lois Duncan novel Gallows Hill                          |  |
| آخرین پخش                                      | استفان آوالوس، لنس ویلر                   | استفان آوالوس، لنس ویلر، دیوید ریش، ایمان ویلر، میشل پولاسکی                  | ایالات متحده          | [ ۲۰ ]                                                                                |  |
| شوالیه آخرالزمان                               | ژان مارک پیچه                             | دولف لاندگرن، فرانسوا رابرتسون، دیوید نورمن، راک لافورچون                     | کانادا ایالات متحده   | مستقیم به ویدیو                                                                       |  |
| خون‌آشام‌های مدرن (همچنین Revenant)              | ریچارد الفمن                              | کاسپر ون دین، کیم کاترال، اودو کی‌یر، ناتاشا گرکسون واگنر، راد استایگر         | ایالات متحده          | [ ۲۲ ]                                                                                |  |
| The Mutilation Man                             | اندرو کاپ                                 | جیم ون ببر، ترک پوکت، کریستی باورسوک                                          | ایالات متحده          | شامل ختنه و آدمخواری است                                                              |  |
| دنیای شب: روح‌های گمشده                         | جف وولنو                                  | جان سوج، باربارا سکووا، ریچارد لینترن                                         | کانادا                | ساخته شده به عنوان یک فیلم تلویزیونی کانادایی در لوکزامبورگ فیلمبرداری شده‌است         |  |
| فانتاسم ۴: فراموشی                             | دان کاسکارلی                              | رجی بنیستر، مایکل بالدوین، بیل تورنبری، آنگوس اسکریم                          | ایالات متحده          | مستقیم به ویدیو                                                                       |  |
| شبح اپرا                                       | داریو آرجنتو                              | آندریا دی استفانو، آزیا آرجنتو، جولیان سندز                                   | Hungary ایتالیا       | بر اساس داستانی از ۱۹۱۰ گاستون لورو آهنگساز انیو موریکونه                             |  |
| رسالت ۲                                        | گرگ اسپنس                                 | کریستوفر واکن، بریتانی مورفی، جنیفر بیلز، راسل ونگ                            | ایالات متحده          | فیلم ویدئویی                                                                          |  |
| روانی                                          | گاس ون سنت                                | وینس وان، آن هیش، ویگو مورتنسن، ویلیام اچ میسی، جولیان مور، رابرت فورستر      | ایالات متحده          | بازسازی از فیلم ۱۹۶۰ کلاسیک آلفرد هیچکاک                                              |  |
| لبخند تیغه                                     | جیک وست                                   | آیلین دیلی، دیوید واربک، کریستوفر آدامسون، جاناتان کوت، هایدی جیمز            | انگلستان              | اولین بار در جشنواره فیلم منتشر شد                                                    |  |
| حلقه (همچنین Ringu)                            | هیدئو ناکاتا                              | ناناکو ماتسوشیما، هیرویوکی سانادا، میکی ناکاتانی                              | ژاپن                  | بر اساس رمان ۱۹۹۱ کوجی سوزوکی رینگو بازسازی شده در آمریکا در سال ۲۰۰۲                 |  |
| سایه ساز (همچنین Bram Stoker's Shadowbuilder)  | جیمی دیکسون                               | مایکل روکر، تونی تاد، شاون تامپسون، لزلی هوپ، کوین زگرز                       | کانادا                | بر اساس داستان کوتاهی از برام استوکر                                                  |  |
| شریکر                                          | دیوید دکوتو                               | تانیا دمپسی، پری شن، جنیا لانو                                                | ایالات متحده          | مستقیم به ویدیو                                                                       |  |
| گاهی اوقات آنها برمی گردند… برای بیشتر         | دانیل زلیک برک                            | کلیتون رونر، دامیان چاپا، جنیفر ادل، فیث فورد، ماکس پرلیچ                     | ایالات متحده          | دنبالهٔ Sometimes They Come Back (۱۹۹۱) مستقیم به ویدیو بر اساس داستانی از استفان کینگ |  |
| Spiral (همچنین مارپیچ)                         | جوجی آیدا                                 | کویچی ساتو، میکی ناکاتانی، دایسوکه بان                                        | ژاپن                  | دنبالهٔ Ring (also ۱۹۹۸) بر اساس رمان Spiral (1994)                                    |  |
| استرنج‌لند                                      | جان پیپلو                                 | دی اسنایدر، کوین گیج، لیندا کاردلینی، الیزابت پنا، رابرت انگلوند، برت هارلسون | ایالات متحده          | نوشته شده توسط دی اسنایدر                                                             |  |
| افسانه مومیایی (همچنین Talos, the Mummy)       | راسل مالکهی                               | جیسون اسکات لی، لوئیس لومبارد، شان پرتوی، لیست آنتونی، حرمت بلکمن             | انگلستان ایالات متحده | نسخه اروپایی ۲۷ دقیقه بیشتر است                                                       |  |
| Talisman                                       | دیوید دکوتو (credited as Victoria Sloan)  | ایلینکا گویا، میرچه کارامان، اوآنا استفانسکو                                  | ایالات متحده          | تولید شده توسط چارلز باند                                                             |  |
| ترنس (همچنین The Eternal)                      | مایکل آلمریدا                             | راشل اورورک، کریستوفر واکن، لوئیس اسمیت                                       | ایالات متحده          | مستقیم به ویدیو                                                                       |  |
| شب دردسرساز ۳                                  | هرمان یائو                                | لوئیس کو، سیمون لویی، وینسنت کک، لی کین یان، لی لیک-چی                        | هنگ کنگ               |                                                                                       |  |
| شب پر دردسر ۴                                  | هرمان یائو                                | پائولین سوئن، سیمون لویی، لوئیس کو، چونگ تات مینگ، وین لای                    | هنگ کنگ               |                                                                                       |  |
| عروسک غلتکی از گوشت                            | تاماکیچی انارو                            | کیکورین، یوجی کیتانو، کاناکو اوبا، تاماکیچی انارو                             | ژاپن                  | فیلم ویدئویی به عنوان یکی از خشن‌ترین فیلم‌های اسپلتر ساخته شده در نظر گرفته می‌شود      |  |
| داستان ناگفته ۲ (همچنین Human Flesh Bun 2)     | اندی نگ ییو کوئن                          | پائولین سوئن، آنتونی وانگ، احساس چونگ کام چینگ، یونگ فان                      | China                 |                                                                                       |  |
| افسانه محلی                                    | جیمی بلنکز                                | جرد لتو، آلیشیا ویت، ربکا گی‌هارت، رابرت انگلوند، برد دوریف                    | ایالات متحده          | در تورنتو فیلمبرداری شده‌است                                                           |  |
| خون‌آشامان                                      | جان کارپنتر                               | جیمز وودز، دانیل بالدوین، ماکسیمیلیان شل، شریل لی، توماس یان گریفیث           | ایالات متحده          | بر اساس رمانی از ۱۹۹۰ رمان جان استیکلی                                                |  |
| راهروهای پچ پچ (همچنین Yeogogoedam)            | پارک کی یونگ                              | لی می یون، پارک یونگ سو، لی یونگ نیوه                                         | کره جنوبی             | اولین بار در یک سری پنج فیلم                                                          |  |
| جادوگری ۱۰: معشوقه صنعت (همچنین Witchcraft 10) | الیزار کابررا                             | استفانی بیتون، کری نولتون، آیلین دالی، شان هری، وندی کوپر                     | ایالات متحده          | دهمین فیلم از سری فیلم‌های WitchCraft در انگلیس تیراندازی شد                           |  |

## یادکردها
1. ↑  "Fear Faith Revenge 303 (2000) - | Synopsis, Characteristics, Moods, Themes and Related | AllMovie".
2. ↑  Olthuis, Andrew. "Apt Pupil". آل‌مووی. Retrieved November 29, 2011.
3. ↑  "Blade (1998) - Stephen Norrington, Steve Norrington | Synopsis, Characteristics, Moods, Themes and Related | AllMovie".
4. ↑  Erlewine, Iotis. "Bride of Chucky". Allmovie. Retrieved November 29, 2011.
5. ↑  "Bride of Chucky (1998)". Archived from the original on 8 February 2023. Retrieved 27 November 2021.
6. ↑  Deming, Mark. "Carnival of Souls". Allmovie. Retrieved November 29, 2011.
7. ↑  Brennan, Sandra. "Children of the Corn V: Fields of Terror". Allmovie. Retrieved August 6, 2011.
8. ↑  Deming, Mark. "The Clown at Midnight". Allmovie. Retrieved August 6, 2011.
9. ↑  "Club Vampire". Allmovie. Retrieved November 29, 2011.
10. ↑  Buchanan, Jason. "Curse of the Puppet Master". Allmovie. Retrieved August 6, 2011.
11. ↑  Stewart, Bhob. "Deep Rising". Allmovie. Retrieved August 6, 2011.
12. ↑  Dillard, Brian J. "The Dentist 2". Allmovie. Retrieved August 6, 2011.
13. ↑  Buchanan, Jason. "Die Hard Dracula". Allmovie. Retrieved November 29, 2011.
14. ↑  "Dream House". Allmovie. Retrieved August 6, 2011.
15. ↑  Borman, Arthur. "The Faculty". Allmovie. Retrieved August 6, 2011.
16. ↑  "Frankenstein Reborn". Allmovie. Retrieved November 29, 2011.
17. ↑  Stewart, Bhob. "Halloween H20". Allmovie. Retrieved November 29, 2011.
18. ↑  Gore, Chris. "I Still Know What You Did Last Summer". Allmovie. Retrieved November 29, 2011.
19. ↑  Erickson, Hal. "I've Been Waiting for You". Allmovie. Retrieved August 6, 2011.
20. ↑  Deming, Mark. "The Last Broadcast". Allmovie. Retrieved August 6, 2011.
21. ↑  "The minion".
22. ↑  "Modern Vampires". Allmovie. Retrieved August 6, 2011.
23. ↑  Buchanan, Jason. "The Mutilation Man". Retrieved June 21, 2015.
24. ↑  Erickson, Hal. "Nightworld: Lost Souls". Allmovie. Retrieved August 6, 2011.
25. ↑  Firsching, Robert. "Phantasm IV: Oblivion". Allmovie. Retrieved August 6, 2011.
26. ↑  Brenner, Paul. "The Phantom of the Opera". Allmovie. Retrieved August 6, 2011.
27. ↑  Brennan, Sandra. "The Prophecy II". Allmovie. Retrieved August 6, 2011.
28. ↑  Borman, Arthur. "Psycho". Allmovie. Retrieved November 29, 2011.
29. ↑  Firsching, Robert. "Razor Blade Smile". Allmovie. Retrieved August 6, 2011.
30. ↑  Brennan, Sandra. "Shadowbuilder". Allmovie. Retrieved November 29, 2011.
31. ↑  Deming, Mark. "Sometimes They Come Back... for More". Allmovie. Retrieved August 6, 2011.
32. ↑  "Rasen". Allmovie. Retrieved August 6, 2011.
33. ↑  Erlewine, Iotis. "Strangeland". Allmovie. Retrieved November 29, 2011.
34. ↑  Brennan, Sandra. "Talisman". Allmovie. Retrieved November 29, 2011.
35. ↑  Erlewine, Iotis. "Urban Legend". Allmovie. Retrieved November 29, 2011.
36. ↑  Stewart, Bhob. "Vampires". Allmovie. Retrieved August 6, 2011.
37. ↑  Brennan, Sandra. "Whispering Corridors". Allmovie. Retrieved August 6, 2011.
38. ↑  "Witchcraft X: Mistress of the Craft". Allmovie. Retrieved November 29, 2011.